# Świerzowa Ruska
Świerzowa Ruska est une localité polonaise de la gmina de Krempna, située dans le powiat de Jasło en voïvodie des Basses-Carpates, dans le sud-est de la Pologne, près de la frontière avec la Slovaquie.

## Histoire
Świerzowa Ruska a été fondée au XVe siècle par des colons Ruthènes. Le village a prospéré pendant plusieurs siècles grâce à son commerce et à son artisanat. 
La population de Świerzowa Ruska a atteint son maximum au XIXe siècle, avec environ 300 habitants.
Cependant, il a été abandonné au XXe siècle en raison de l'émigration de ses habitants.
De nos jours, Świerzowa Ruska est un village fantôme. Il ne reste que quelques ruines des maisons et des bâtiments, ainsi qu'un cimetière. L'église du village, construite en bois au XVIIIe siècle, est l'un des rares bâtiments encore debout. Le village est situé dans le parc national de Magura, qui protège la beauté naturelle de la région.

## Tourisme
Świerzowa Ruska est une destination populaire pour les randonneurs et les amateurs d'histoire. Le village est accessible par un sentier de randonnée qui part du village voisin de Świątkowa Wielka.